# レニン・モレノ
レニン・ボルタイレ・モレノ・ガルセス（スペイン語: Lenín Boltaire Moreno Garcés、スペイン語発音: [leˈnim bolˈtai̯ɾe moˈɾeno ɣaɾˈses]、1953年3月19日 - ）は、エクアドルの政治家。ラファエル・コレア政権で第47代副大統領を務めた後、2017年の大統領選挙に中道左派の国家同盟から立候補して決選投票の結果僅差で当選し、2021年まで大統領を務めた。
1998年に強盗に銃撃されて以来車椅子を使用している。障害者福祉政策に熱心で、2012年のノーベル平和賞候補にノミネートされた。大統領就任当時、車椅子を使う国家元首は世界でモレノ1人だった。

## 経歴
1953年3月19日にペルー国境に近いアマゾン地方の小さな町であるヌエボ・ロカフエルテで誕生した。父のセルビオは教師で、二言語教育を推進したほか、先住民族やメスティーソの子供の為の学校を整備した。父の崇拝したウラジーミル・レーニンと母が私淑したヴォルテール (Voltaire) から名前を取ったが、行政の手違いでミドルネームは頭にBが付くBoltaireというスペルになった。3歳のとき、一家はキトに移り住んだ。キトの国立メヒア高校、コレヒオ・セバスティアン・ベナルカサルを卒業後、エクアドル中央大学に進学し、同大学を行政学の学位を得て首席で卒業した。
民間企業で営業やマーケティング部門の主任として働いたのち、公職に転じ、主に観光行政に従事した。
副大統領時代は障害者福祉に熱心に取り組んだ。当時、政府の障害者関連予算は総額およそ10万米ドルだったが、モレノはそれを50倍以上に増額した。また、障害者にリハビリや技術的な支援、メンテル面でのサポートなどを提供するマヌエラ・エスペホ連帯作戦を立ち上げた。2009年から2010年にかけて、この作戦の一環として政府職員が全国120万世帯以上を訪問し、30万人近い障害者に最も必要としていることなどの聞き取り調査を行った。こうした活動はいまやパラグアイ、ペルー、グアテマラ、チリ、エルサルバドル、コロンビアなどの中南米諸国で広く行われている。これらの功績を踏まえて、2012年にはノルウェー在住のエクアドル人のグループがモレノをノーベル平和賞候補に推薦したが、その年は欧州連合 (EU) が同賞を受賞した。2013年5月24日に副大統領を退任したが、エクアドルの副大統領が任期を全うできたのは1992年以来のことであった。

## 大統領職

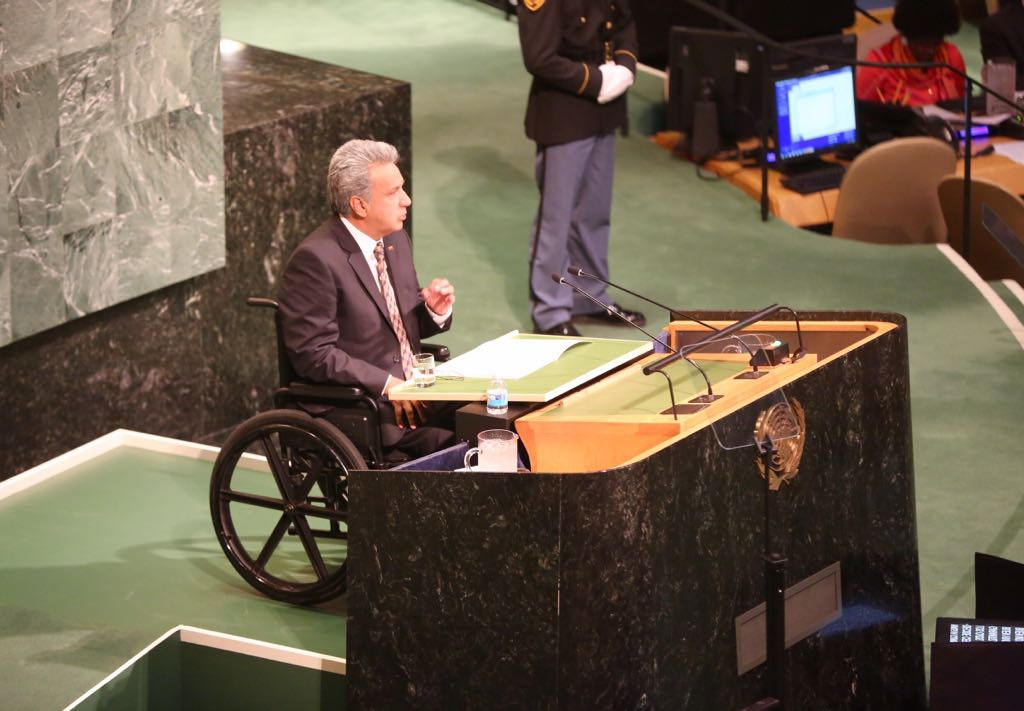
国連で演説するモレノ（2017年）

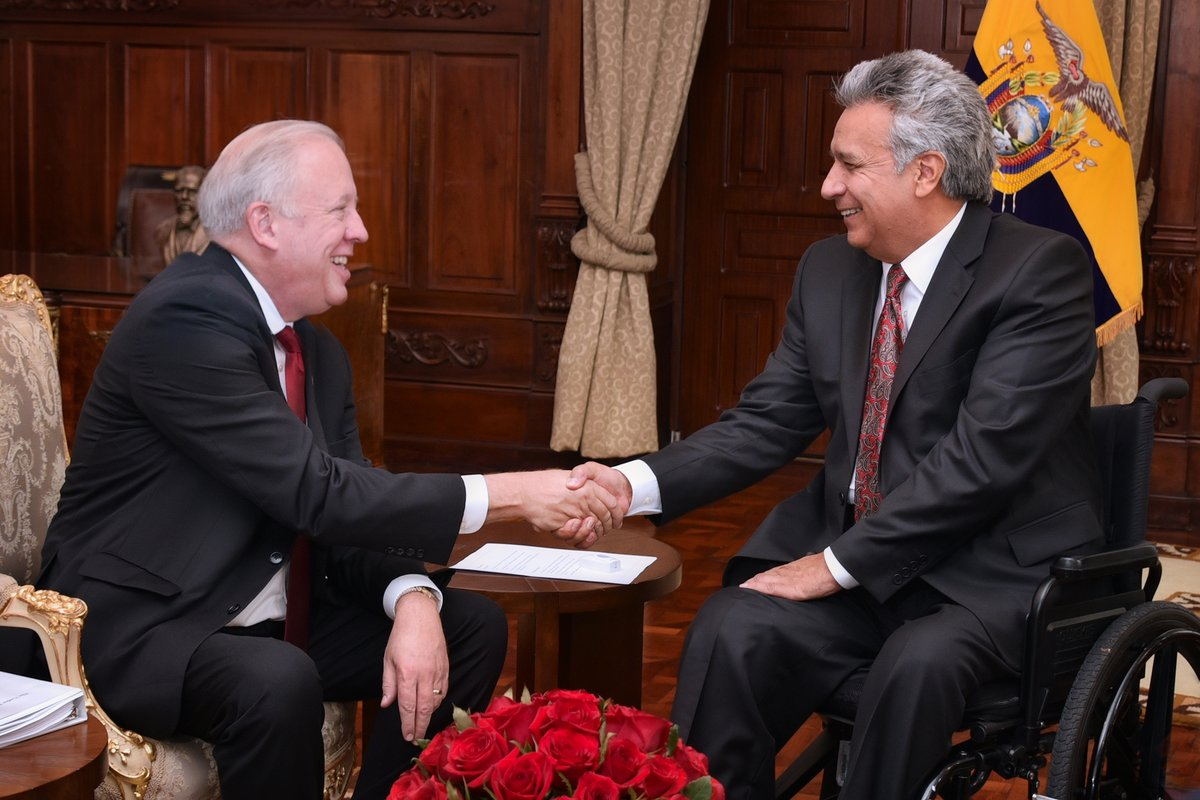
米国国務次官（政治担当）トマス・シャノンと（2018年）

2016年10月1日の国家同盟の党大会で、当時大統領であったラファエル・コレアから、翌年の大統領選挙の候補者に指名された。2017年2月19日に行われた大統領選挙で39.3%を得票したが、得票率が規定に満たなかったため決選投票が行われることになった。決選投票は4月2日に実施され、投票率51.16%で当選した。
大統領選挙からまもなく、支持基盤から距離を置きはじめ、コレアとも対立するようになった。まず国民投票によって、コレア政権が成立させた、富裕層や銀行を標的にしたいくつかの重要法案を廃案にした。また、大統領の再選制限を撤廃した国民投票の結果を無効にし、コレアが将来、大統領選挙に立候補することができないようにした。さらに「監督当局や判事の業務を評価するため」として超法規的な権力を備えた評議会 (CPCCS-T) を新設したが、これは行政府や法曹界、選挙管理委員会からコレアの影響力を排除し、自らに近い人物を代わりに就けるための措置とみなされている。

### 外交
外交では、アメリカとの関係を重視している。2018年6月にエクアドルを訪問した副大統領のマイク・ペンスとは、コレア政権期に冷え込んでいた両国関係の改善で合意した。エクアドルは米国から兵器やレーダー機器、ヘリコプターなどの軍需品を購入したほか、兵士の訓練や情報共有などの面で協力を開始した。その一方で、同年8月には反米左派のベネズエラが主導する地域協力機構、米州ボリバル同盟 (ALBA) からの脱退を表明し、また、コレア時代にエクアドルに建設された南米諸国連合（UNASUR）本部を事務局長が選出されてないことや予算の問題を理由に教育施設に変え、2019年3月にエクアドルを脱退させ、チリのセバスティアン・ピニェラ大統領の主導で南米諸国連合に対抗する新たな地域連合として結成されたラテンアメリカの進歩と発展のためのフォーラム（Prosur）に他の親米的な南米諸国とともに参加した。
2019年4月11日、2012年以来在英エクアドル大使館で保護を続けてきた、ウィキリークスの編集者であるジュリアン・アサンジを奇行を理由に追放処分とした。アサンジはイギリス当局に逮捕されている。

### 新型コロナウイルスへの対応
2020年前半、世界中に拡大した2019新型コロナウイルスの感染はエクアドルにも波及。同年4月には外出禁止令を敷く一方、感染拡大に対処する資金を捻出するため、大統領や閣僚、国会議員らの給与を5割削減することを明らかにした。

### 大統領職の引退
2021年2月、任期満了に伴う大統領選挙を迎えることとなったが、自らは立候補せずアンドレス・アラウス元知識・人的能力調整相を候補者として推薦した。しかしアラウスは決選投票の末に元銀行頭取のギジェルモ・ラソに敗れた。